# رابرت رابرتسون
رابرت رابرتسون (انگلیسی: Robert Robertson؛ ‏ ۳ ژوئیهٔ ۱۹۳۰ – ۱۷ ژانویهٔ ۲۰۰۱) کارگردان هنری و بازیگر اهل بریتانیا بود.
از فیلم‌ها یا برنامه‌های تلویزیونی که وی در آن نقش داشته‌است، می‌توان به تاگارت، دکتر هو و شکستن امواج اشاره کرد.